# Servette FC Chênois Féminin
Servette FC Chênois Féminin (fr. Servette Football Club Chênois Féminin) – szwajcarski klub piłki nożnej kobiet, mający siedzibę w mieście Genewa, w południowo-zachodniej części kraju, grający od sezonu 2018/19 w rozgrywkach Women’s Super League.

## Historia
Chronologia nazw:
- 1974: Club Sportif Chênois
- 2012: Football Féminin Chênois Genève
- 2017: Servette FC Chênois Féminin

Żeński klub piłkarski Club Sportif Chênois został założony w Chêne-Bourg w 1974 roku jako sekcja piłki nożnej kobiet klubu CS Chênois. W sezonie 1976/77 drużyna startowała w swoich pierwszych mistrzostwach w drugiej lidze. W tym czasie były tylko dwie kategorie: 1re ligue i 2e ligue. Dopiero w sezonie 1987/88 powstała Ligue nationale A (D1), a 1re ligue została obniżona do II poziomu. W wyniku reorganizacji klub został zakwalifikowany do 1re ligue, ale nie utrzymał się w niej i po roku spadł do 2e ligue. W sezonach 1988/89 i 1989/90, pomimo pierwszego miejsca w swojej grupie, zespół nie zdołał wywalczyć awans w finale. W sezonie 1990/91 została wprowadzona Ligue nationale B (D2), wskutek czego poziom 2re ligue został obniżony do IV stopnia. W następnym sezonie 1991/92 klub uzyskał awans do 1re ligue i wrócił do trzeciej dywizji. Po kilku latach, w sezonie 1998/99 po zajęciu drugiego miejsca w grupie 1 1re ligue zdobył awans do Ligue nationale B. Następnie zespół występował drugim poziomie, z wyjątkiem sezonów 2002/03, 2007/08, 2010/11 i 2012/13, kiedy to na rok spadał do trzeciej dywizji.
W 2012 roku sekcja została wydzielona z oryginalnego klubu, po czym przeniosła się do pobliskiej Genewy i przemianowana na Football Féminin Chênois Genève. W 2017 drużyna staje się sekcją kobiet klubu Servette FC i przyjmuje nazwę Servette FC Chênois Féminin. Po nawiązaniu współpracy już w pierwszym sezonie zdobyła mistrzostwo Ligue nationale B i awansowała do Ligue nationale A. Debiutowy sezon 2018/19 na najwyższym poziomie zespół zakończył na czwartym miejscu. W następnym sezonie 2019/20 zdobył mistrzostwo kraju i w 2020 debiutował w Lidze Mistrzyń UEFA, gdzie dotarł do 1/16 finału. W 2021 piłkarki po raz drugi świętowali zdobycie tytułu mistrza kraju.

## Barwy klubowe, strój, herb, hymn
|  |  |  |

Klub ma barwy bordowo-czerwono-białe. Piłkarki domowe spotkania zazwyczaj grają w bordowych koszulkach, niebieskich spodenkach oraz bordowych getrach.

## Sukcesy

### Trofea międzynarodowe
| \| \| Zdobyte trofea w rozgrywkach międzynarodowych (stan na: 31-05-2021) \| |                                                                     |      |          |
| Rozgrywki                                                                    | Osiągnięcie                                                         | Razy | Sezon(y) |
| · Liga Mistrzyń UEFA                                                         | zdobywca                                                            | 0    |          |
| · Liga Mistrzyń UEFA                                                         | finalista                                                           | 0    |          |
| · Liga Mistrzyń UEFA                                                         | 1/16 finału                                                         | 1    | 2020/21  |
| FIFA                                                                         | Zdobyte trofea w rozgrywkach międzynarodowych (stan na: 31-05-2021) |      |          |

### Trofea krajowe
| \| \| Zdobyte trofea w rozgrywkach Szwajcarii (stan na: 31-05-2021) \| |                                                               |      |                                |
| Rozgrywki                                                              | Osiągnięcie                                                   | Razy | Sezon(y)                       |
| Mistrzostwo                                                            | I miejsce                                                     | 2    | 2019/20, 2020/21               |
| Mistrzostwo                                                            | II miejsce                                                    | 0    |                                |
| Mistrzostwo                                                            | III miejsce                                                   | 0    |                                |
| Puchar                                                                 | zdobywca                                                      | 0    |                                |
| Puchar                                                                 | finalista                                                     | 0    |                                |
| Puchar                                                                 | półfinalista                                                  | 2    | 2017/18, 2019/20               |
| II liga                                                                | I miejsce                                                     | 1    | 2017/18                        |
| II liga                                                                | II miejsce                                                    | 1    | 1979/80 (finale Interregional) |
| II liga                                                                | III miejsce                                                   | 1    | 1999/00                        |
| Szwajcaria                                                             | Zdobyte trofea w rozgrywkach Szwajcarii (stan na: 31-05-2021) |      |                                |

- 2e ligue / 1re ligue (D3):
  - mistrz (6x): 1988/89 (gr.?), 1989/90 (gr.?), 2002/03 (gr.1), 2007/08 (gr.1), 2010/11 (gr.1), 2012/13 (gr.1)
  - wicemistrz (1x): 1998/99 (gr.1)

## Poszczególne sezony

### Rozgrywki międzynarodowe

#### Europejskie puchary
Legenda do wszystkich tabel:
- Q – runda eliminacyjna, 1/16, 1/8, 1/4, 1/2 – odpowiednia faza rozgrywek, Grupa – runda grupowa, 1r gr – pierwsza runda grupowa, 2r gr – druga runda grupowa, F – finał, R – runda, PO – play-off
- k. – rzuty karne, los. – losowanie, Dogr. – dogrywka, w. – zasada bramek strzelonych na wyjeździe

| Sezon   | Rozgrywki     | Runda   | Przeciwnik      | Wynik    | Ogólne |
| ------- | ------------- | ------- | --------------- | -------- | ------ |
| 2020/21 | Liga Mistrzyń | 1/16 f  | Atlético Madryt | 2–4, 0–5 | 2–9    |
| 2021/22 | Liga Mistrzyń | R1-1/2  | Glentoran       | 1–0      | 1–0    |
| 2021/22 | Liga Mistrzyń | R1-F    | Åland           | 1–0      | 1–0    |
| 2021/22 | Liga Mistrzyń | R2      | Glasgow City    | 1–1, 2–1 | 3–2    |
| 2021/22 | Liga Mistrzyń | Grupa A | Juventus        | 0–3, ?–? | ?–?    |
| 2021/22 | Liga Mistrzyń | Grupa A | VfL Wolfsburg   | 0–5, ?–? | ?–?    |
| 2021/22 | Liga Mistrzyń | Grupa A | Chelsea         | ?–?, ?–? | ?–?    |

### Rozgrywki krajowe
| \| Szwajcaria \| Bilans występów klubu w rozgrywkach piłkarskich Szwajcarii (Stan na 31 maja 2021 r.) \| \| |                                                                                      |        |       |   |   |   |    |    |     |                                                                |        |        |      |
| Poziom | Rozgrywki                                                                            | Sezony | Mecze | Z | R | P | B+ | B– | Pkt | Lata                                                           | Awanse | Spadki | Naj. |
| I | 1re ligue / Ligue nationale A / Women’s Super League                                 | 3      |       |   |   |   |    |    |     | od 2018                                                        | 0      | 0      | 1    |
| II | 2e ligue / 1re ligue / Ligue nationale B                                             | 27     |       |   |   |   |    |    |     | 1976–1988, 1999–2002, 2003–2007, 2008–2010, 2011/12, 2013–2018 | 1      | 5      | 1    |
| III | 2e ligue / 1re ligue                                                                 | 13     |       |   |   |   |    |    |     | 1988–1990, 1992–1999, 2002/03, 2007/08, 2010/11, 2012/13       | 5      | 1      | 1    |
| IV | 2e ligue                                                                             | 2      |       |   |   |   |    |    |     | 1990–1992                                                      | 1      | 0      | 1    |
| | Puchar Szwajcarii                                                                    | 26+    |       |   |   |   |    |    |     | od 1995                                                        | 0      | 0      | 1/2  |
| Szwajcaria                                                                                                  | Bilans występów klubu w rozgrywkach piłkarskich Szwajcarii (Stan na 31 maja 2021 r.) |        |       |   |   |   |    |    |     |                                                                |        |        |      |

## Piłkarki, trenerzy, prezydenci i właściciele klubu

### Trenerzy
- 1997–2000:  Jean-Charles Boyer
- 2000–2003:  Salvatore Musso
- 01.2002–06.2002:  Anouck Sequer (p.o.)
- 2003–2004:  Steven Malbaski
- 2004–2006:  Christian Maendly
- 2007–2017:  Salvatore Musso
- 2009–2010:  Kevin Malbaski (wspólny trener)
- 02.2010–06.2010:  Mustapha Lablack (wspólny trener)
- 09.2013–12.2013:  Yazid Bessa
- 2013–2016:  Didier Gigon
- 2016–2017:  Roland Beaufils (wspólny trener)
- od 2017:  Éric Sévérac

### Prezydenci
- 1987–1990:  Tony Sheffer
- 19xx–19xx:  Isabelle Kurt
- 19xx–1999:  Eric Mathys
- 1999–2001:  Christiane Schmid
- 2001–2005:  Claudio Potenza
- 2005–2007:  Massimo Gili
- 2007–2012:  Steven Malbaski
- 06.2012–06.2017:  Giovanni Matteucci
- 06.2017–11.2017:  Marie Lacroix (wspólnie, p.o.)
- 11.2017–03.2020:  Constantin Georges (wspólnie)
- 06.2017–09.2020:  Salvatore Musso
- 09.2020–...:  Pascal Besnard

## Struktura klubu

### Stadion
Klub rozgrywa swoje mecze domowe na Stade de Marignac w Genewie, który może pomieścić 1500 widzów.

## Kibice i rywalizacja z innymi klubami

### Derby
- FC Yverdon Féminin(inne języki)
- FC Aïre-le-Lignon(inne języki)